# Bernard (sin Karla Debelog)
Francuski plemić Bernard (francuski Bernard de Germanie = "Bernard Njemački"; o. 870. – 891./2.) bio je jedino dijete Karla III. Debelog, koji je bio kralj Francuske i rimsko-njemački car.
Bernarda je rodila Karlova konkubina nepoznata imena. Sa svojom suprugom Rikardom Karlo nije imao djece, štoviše, njihov brak navodno ni nije konzumiran.
Budući da je Bernard bio izvanbračno dijete, on nije mogao naslijediti tron, no otac ga je pokušao učiniti "zakonitim djetetom" dvaput.
885. Karlo je pokušao sina učiniti nasljednikom prijestolja. Imao je potporu pape Hadrijana III., ali je papa umro 8. srpnja iste godine.
Karlo nije uspio učiniti svog sina zakonitim te je nakon očeve smrti Bernard spriječio Arnulfa Karantanskoga da ode u Italiju, kako je htio papa Stjepan V.
Bernarda je na kraju ubio grof Rudolf od Recije.